# Азертекин, Али
Али Искандер оглы Азертекин (азерб. Əli İsgəndər oğlu Azərtəkin, настоящая фамилия Тагизаде (азерб. Tağızadə); 1905, Баку, Бакинская губерния — 20 октября 1967, Стамбул, Турция) — азербайджанский педагог, публицист, общественный деятель азербайджанской эмиграции.

## Биография
Али Азертекин родился в 1905 году в Баку в семье Искандера Тагизаде. Его мать была близкой родственницей поэта Самед Мансура Кязымзаде. Али Азертекин получил образование в Педагогическом университете Баку. После окончания университета он работал учителем в Гяндже и входил в мусаватское подполье. В 1928 году Азертекин уехал в Иран из-за преследований членов партии Мусават. Будучи в Тебризе, он связывается с находившемся на тот момент в Тегеране Мамед-Али Расулзаде и выходит через него на Шевкета Эсендала, бывшего посла Турции в Азербайджане, который помогает ему уехать в Стамбул.

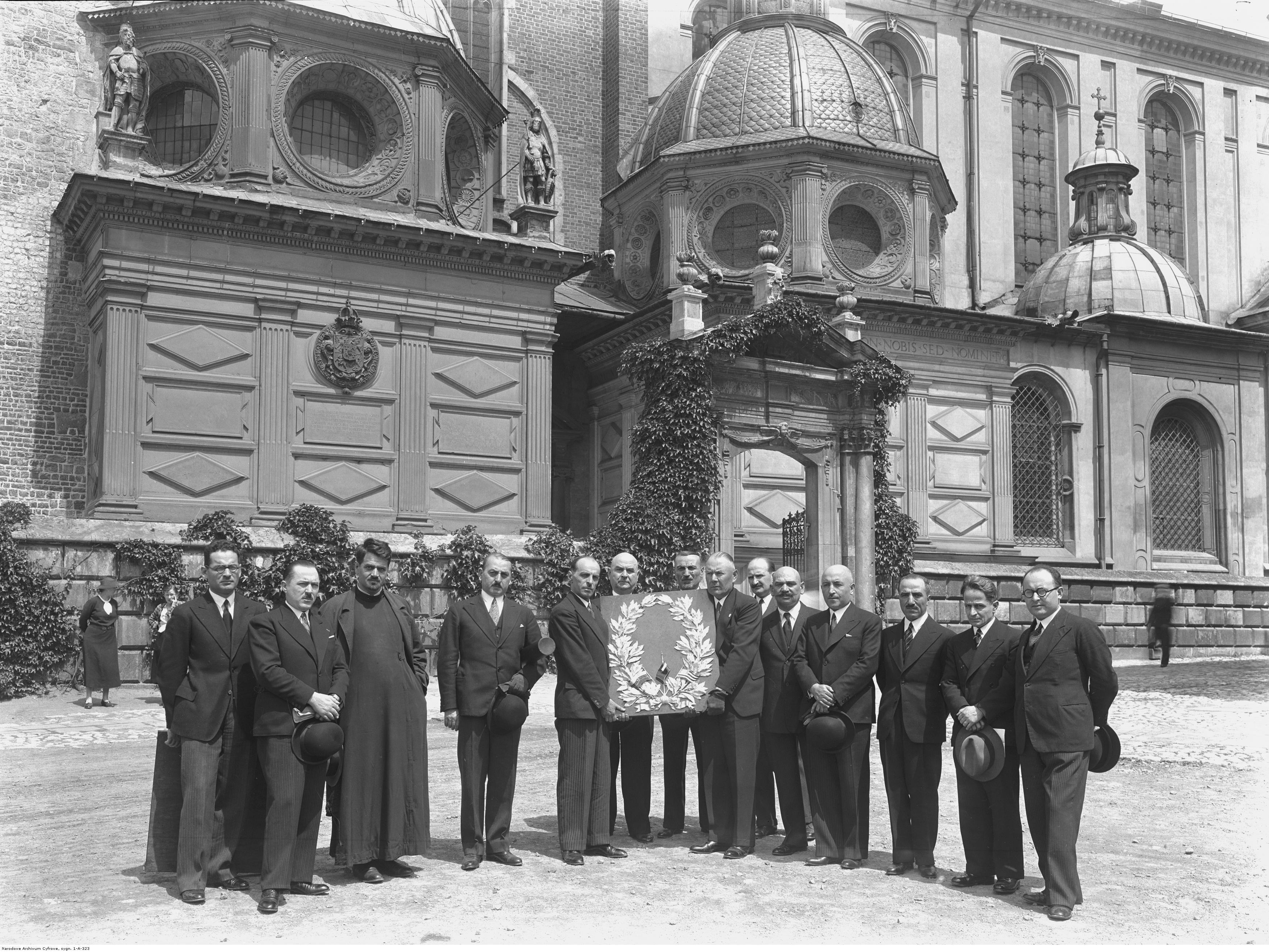
Али Азертекин (1-й справа) среди кавказских делегатов перед возложением венка на гробницу маршала Юзефа Пилсудского в Кракове, 1936 г.

В Стамбуле Али Азертекин получил филологическое образование. В 1933 году, по предложению Мирзабалы Мамедзаде, Мамед Эмин Расулзаде пригласил Азертекина в Варшаву, где он занялся журналистской деятельностью. Али Азертекин работал в газете «İstiqlal» и журналах «Kurtuluş» и «Azerbaycan», которые выпускались Мусаватом. В 1936 году он также участвовал в конференции партии Мусават в Варшаве. С началом Второй Мировой войны, Али Азертекин уехал в Тегеран. Там он познакомился с Эждер Куртуланом, с которым уехал в Исфахан под риском быть арестованным Красной армией. До 1956 года жил в Иране, затем вернулся в Стамбул.
Али Азертекин скончался 20 октября 1967 года в 20 часов в Стамбульском районе Хайдарпаша. После похоронного намаза в мечети Османага, 21 октября был похоронен на кладбище Караджаахмед, неподалёку от могилы Мирзабалы Мамедзаде.